# Ángel de la Fuente
Ángel de la Fuente Moreno (Gijón, 19 de noviembre de 1962) es un economista español.

## Biografía
Es el director de la Fundación de Estudios de Economía Aplicada (Fedea) desde el 1 de abril de 2014. Anteriormente era científico titular del Instituto de Análisis Económico del Consejo Superior de Investigaciones Científicas (CSIC), del que fue vicedirector entre 1998 y 2006. También es miembro de la Academia Europea de Ciencias y Artes, desde 2002, y miembro del Consejo Asesor de Asuntos Económicos de la Presidencia del Principado de Asturias, desde 2012.
Ángel de la Fuente es nieto de Ramón Moreno Pasquau, que fue director-gerente de Duro Felguera. Nació en Gijón, donde estudió en el Colegio de la Inmaculada, con la promoción de 1980, antes de comenzar su formación en los Estados Unidos de América. Primero obtuvo el Diploma de High Shool en el Southwestern Central High School y luego comenzó sus estudios universitarios. En 1984 se graduó en ciencias económicas en el Westminster College y luego realizó sus estudios de posgrado en las universidades de Drexel, donde obtuvo un máster en administración de negocios en 1986, y de Pensilvania, donde también completó un máster en 1987, esta vez en economía. y se doctoró en economía, en 1991.
Fue profesor ayudante en la Universidad Drexel entre 1984 y 1986, y en la Universidad de Pensilvania entre 1987 y 1991. Desde 1991 es profesor asociado en el departamento de economía e historia económica de la Universidad Autónoma de Barcelona
También ha realizado labor docente en las universidades de Oviedo, Las Palmas de Gran Canaria, Jaén, Santiago de Compostela, Pompeu Fabra, Valencia y Carlos III.

## Distinciones
- L. Robbins Prize al mejor estudiante de primer año de posgrado en Economía, Universidad de Pensilvania, 1986/87.
- S. Weientraub Memorial Award, Universidad de Pensilvania, 1989/90.
- William Polk Carey Prize a la mejor tesis en Económicas, Universidad de Pensilvania, 1991.
- Accésit al Premio Fundación Banco Herrero para jóvenes investigadores en ciencias sociales, 2002.